# Sœur Berthe
Berthe Sansregret, connue sous le nom de sœur Berthe, née à Joliette le 28 février 1912 et morte le 8 septembre 2003 à Montréal, est une religieuse de la Congrégation de Notre-Dame de Montréal, une spécialiste de l'enseignement des arts gastronomiques, une autrice de livres de cuisine et une animatrice d'émissions culinaires québécoise. Elle a marqué la culture québécoise des années 1960-1980 en popularisant l'éducation culinaire à travers de nombreuses entreprises de communication et d'enseignement. Elle est souvent évoquée aux côtés de sœur Monique Chevrier et de Sœur Angèle pour leurs trajectoires similaires en tant que religieuses et qu'éducatrices culinaires.

## Biographie

### Enfance et formation
Berthe Sansregret naît dans une famille aisée de Joliette, en 1912. Son père est commerçant et sa mère aime beaucoup recevoir des invités dans leur demeure. Elle se décrit comme une jeune fille sociable, populaire, très active en société et dont la maison était le point de rencontre pour son groupe d'amis. Elle grandit avec neuf frères et sœurs. 

### Vocation religieuse et enseignement
En 1930, après une réflexion de deux mois, la jeune femme surprend son entourage en révélant qu'elle désire entrer en religion,. Elle part pour Montréal, où elle entre au noviciat de la Congrégation de Notre-Dame, situé à la Maison mère de la rue Sherbrooke Ouest, devenue depuis le Collège Dawson. Elle a espoir à cette époque de pouvoir enseigner ses matières préférées, le français et l'algèbre. Après avoir complété son noviciat, sœur Berthe fait profession en 1934. Elle obtient un diplôme en pédagogie de l'Université de Montréal en 1940. 
Sa première nomination en tant qu'enseignante est à Sainte-Thérèse-de-Blainville, où elle œuvre pendant une dizaine d'années. Elle est ensuite transférée au couvent de la Congrégation de Notre-Dame à Terrebonne, où elle continue à enseigner. C'est pendant cette période que sœur Berthe commence, à la demande de sa supérieure, à apprendre les arts culinaires sous la supervision de sœur Lebon, la cuisinière de l'établissement. D'abord incertaine de ses capacités à cuisiner, un talent qu'elle n'avait jamais vraiment pratiqué auparavant, elle y prend goût et continue cet apprentissage pendant les quatre années suivantes, en parallèle avec ses responsabilités d'enseignante.

### Carrière culinaire
Vers 1948, les talents culinaires de sœur Berthe sont remarqués par sa supérieure et elle entre en poste au couvent de la Congrégation de Notre-Dame de Pointe-aux-Trembles. Elle y enseigne les arts ménagers pendant cinq ans, tout en suivant des cours de cuisine et de couture pendant ses temps libres. En 1953, elle prend en charge le département d'arts culinaires de l'École supérieure des arts et métiers de Montréal, où elle transmettra son amour de la cuisine durant 40 ans,. Pendant ses nombreuses années d'enseignement au sein de cette institution, elle continue à en apprendre plus sur la gastronomie, étudiant à l'Académie Le Cordon Bleu de Paris, en 1963, ainsi qu'à New York, San Francisco et Chicago. Au fil de ses voyages et de sa carrière publique, sœur Berthe devient membre de plusieurs groupes gastronomiques et reçoit de nombreuses reconnaissances du milieu international de la cuisine,.  
En 1970, elle est approchée par Huguette Proulx, animatrice de l'émission quotidienne Pour vous, mesdames, qui la sollicite pour sa participation à un segment sur la cuisine. Pendant les six années suivantes, sœur Berthe anime L'art culinaire, une chronique hebdomadaire d'une demi-heure qui présente trucs et recettes aux téléspectatrices de l'émission sur les ondes de Télé-Métropole,. Le succès de ces chroniques télévisuelles mène à la publication d'une douzaine de livres de recettes écrits par sœur Berthe pendant les années 1970 et 1980. En 1979, une journaliste évalue les ventes de ces ouvrages à plus de 250 000 exemplaires. La religieuse signe aussi une chronique dans le magazine Dimanche Dernière Heure pendant une dizaine d'années et participe à de nombreuses émissions de radio en parallèle avec ses activités à la télévision, comme La Mijoterie à la radio de Radio-Canada, dès 1975.  
À la fermeture de l'École supérieure des arts et métiers, en 1993, sœur Berthe estime que plus de 10 000 élèves sont passés dans ses classes. Elle demeure active en tant que consultante dans le milieu gastronomique jusqu'en 1997, puis prend sa retraite. Elle décède à Montréal, le 8 septembre 2003.   

## Publications
- Les recettes de Sœur Berthe, Cuisine d'automne, Montréal, Éditions du Jour, 1973 (ISBN 0-7760-0531-6)
- Les recettes de Sœur Berthe, Cuisine d'hiver, Montréal, Éditions du Jour, 1973 (ISBN 0-7760-0561-8)
- Les recettes de Sœur Berthe, Cuisine du printemps, Montréal, Éditions du Jour, 1974 (ISBN 0-7760-0590-1)
- Les recettes de Sœur Berthe, Cuisine d'été, Montréal, Éditions du Jour, 1974 (ISBN 0-7760-0611-8)
- Les conserves, Montréal, Éditions de l'Homme, 1974, 258 p. (ISBN 0-7759-0430-9)
- Poissons et fruits de mer, Montréal, Éditions de l'Homme, 1975 (ISBN 0-7759-0453-8)
- Les techniques culinaires, Montréal, Éditions de l'Homme, 1978, 275 p. (ISBN 0-7759-0618-2)
- Recettes et propos culinaires, Montréal, Éditions du Jour, 1979 (ISBN 2-89044-021-4)
- Bons plats de soeur Berthe : bœuf, porc, poulet, tartes, gâteaux, Montréal, Éditions Québécor, 1980 (ISBN 2-89089-088-0)
- Cuisine traditionnelle de Soeur Berthe : soupes, poissons, salades, desserts, Montréal, Éditions Québécor, 1981 (ISBN 2-89089-128-3)
- Ma cuisine au yogourt, Montréal, VLB, 1981 (ISBN 2-89005-138-2)